# Guinardó – Hospital de Sant Pau
Guinardó | Hospital de Sant Pau – stacja metra w Barcelonie, na linii 4. Stacja została otwarta w 1974.